# Puntius johorensis
Puntius johorensis är en fiskart som först beskrevs av Duncker, 1904.  Puntius johorensis ingår i släktet Puntius och familjen karpfiskar. Inga underarter finns listade i Catalogue of Life.